# قیزقاییت‌دی
قیزقاییت‌دی (به لاتین: Qızqayıtdı) یک منطقه مسکونی در جمهوری آذربایجان است که در شهرستان نفت‌چاله واقع شده‌است. قیزقاییت‌دی ۳ نفر جمعیت دارد.